# グリンダヴィーク

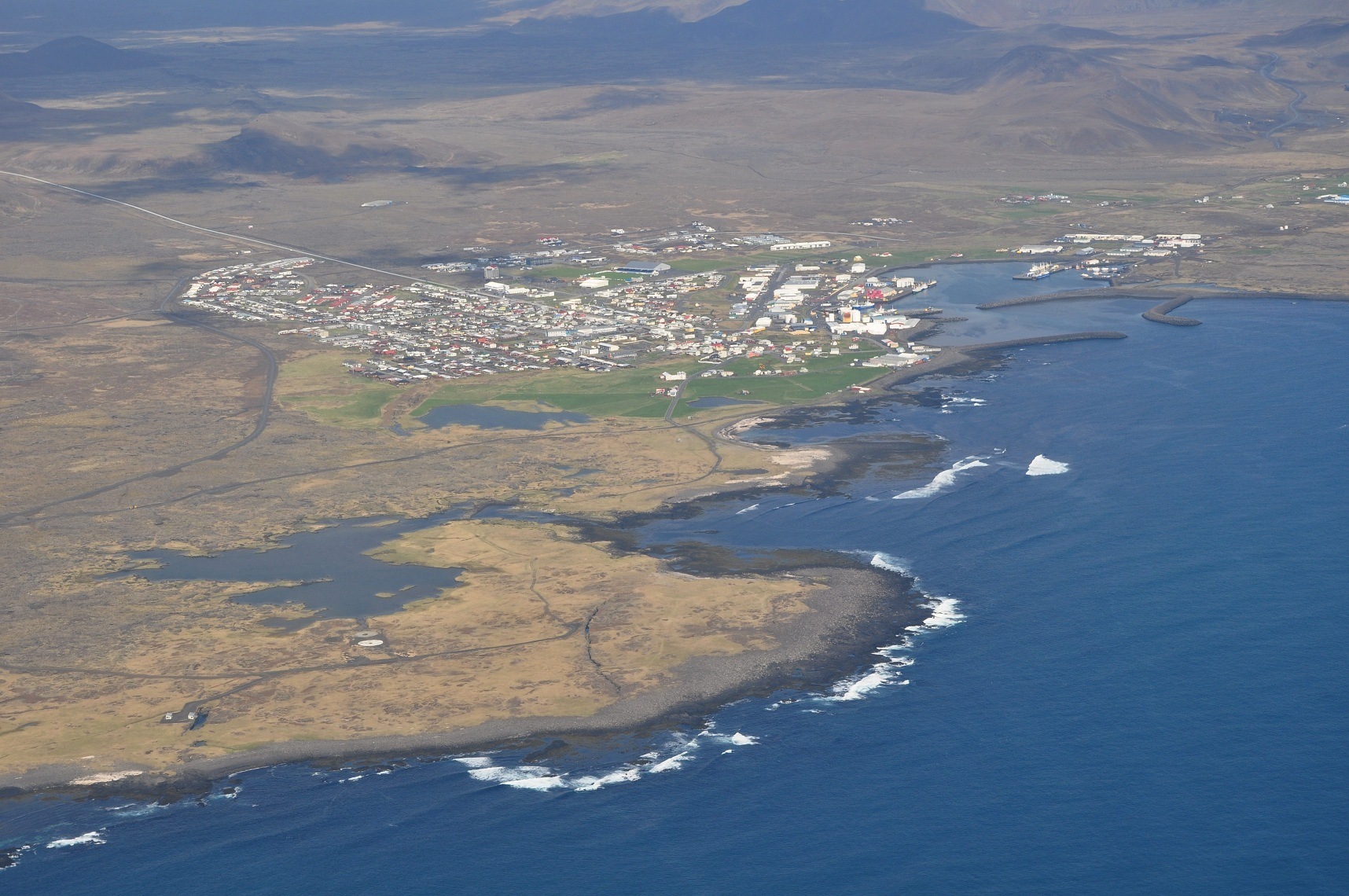
市街

グリンダヴィーク（アイスランド語: Grindavík アイスランド語発音: [ˈkrɪntaˌviːk] ( 音声ファイル)）は、アイスランド南西部のレイキャネース半島南岸に位置する漁師町。3000人の住民のほとんどが漁業に従事している。市街から5kmほど郊外には有名な「ブルーラグーン」がある。

## 歴史
『植民の書』には934年ごろ、モルダ＝グヌープー・フォルフソンとテョリル・ハウストミルクー・ヴィビョーズソンの2人のヴァイキングがレイキャネース地域に入植し、テョリルがセルヴォイを、モルダ＝グヌープーがグリンダヴィークをそれぞれ建設したとある。さらにモルダ＝グヌープーの息子らがテョルカートルスタザクェルフィー、ヤルンギェルザルスタザルクェルフィー、スタザルクェルフィーの3箇所の入植地を築いたが、現在のグリンダヴィークはヤルンギェルザルスタザルクェルフィーに位置する。
自治体としてはエイナル・エイナルソンがこの地に移り、店を開いた1897年までその起源をたどることができる。当時の人口は360人ほどであった。住民は何世紀にもわたり漁労で暮らしてきたが、航海には大変な危険が伴った。漁師が海に落ちることも度々あったが、引き上げられるとは限らなかった。しかし、1939年にホーピズから陸路が通じると漁労環境は劇的に変わった。1950年から漁業開発が進み、1974年に自治体を宣した。
2023年11月10日の夜、Almannavarnirは、グリンダヴィーク付近で噴火が発生する可能性があることから、即時の避難命令を発表した。町の直下にマグマが貫入してきたことによる地殻変動により、一部区画の電気・水道・道路といったライフラインが破壊された。12月18日22時17分から町の北約5kmの古いクレーター帯 (Sundhnúkaクレーター)から噴火開始。2024年1月14日に再噴火。

## アクティビティ
市街から少し北へ行くと、「ブルーラグーン」という天然温泉がある。これは近くのスヴァルスエインギ地熱発電所から流れる熱水を利用している。
UMFGというスポーツクラブがある。
ユーラシアプレートと北アメリカプレートの境界になっているアルファーヤ地溝帯には、2002年に「幸運なるレイフ橋」が開通した。橋の名はクリストファー・コロンブスの新大陸発見から500年も前にヨーロッパから北アメリカ大陸へ渡ったレイフ・エリクソンを記念している。
また、2002年9月にはアイスランド塩漬け魚博物館も開館した。650平方メートルの敷地内にはアイスランド経済の支柱である魚の塩漬けの過程が展示されている。

## ゆかりの人物
作家のグドベルグー・ベルグッソンはこの地で生まれた。音楽オーディション番組『ポップアイドル』アイルランド版の初代優勝者カリ・ビャルニもこの町に暮らしている。

## 姉妹都市
- ロヴァニエミ（フィンランド）
- ヒアツハルス（デンマーク）
- ピーテオ（スウェーデン）
- ペニストン（イギリス）
- ジョンザック（フランス）
- イリャヴォ（ポルトガル）